# CAF Awards 2023
 (décembre 2023).
La mise en forme du texte ne suit pas les recommandations de Wikipédia : il faut le « wikifier ».
Les points d'amélioration suivants sont les cas les plus fréquents :
- Les titres sont pré-formatés par le logiciel. Ils ne sont ni en capitales, ni en gras.
- Le texte ne doit pas être écrit en capitales (les noms de famille non plus), ni en gras, ni en italique, ni en « petit »…
- Le gras n'est utilisé que pour surligner le titre de l'article dans l'introduction, une seule fois.
- L'italique est rarement utilisé : mots en langue étrangère, titres d'œuvres, noms de bateaux, etc.
- Les citations ne sont pas en italique mais en corps de texte normal. Elles sont entourées par des guillemets français : « et ».
- Les listes à puces sont à éviter, des paragraphes rédigés étant largement préférés. Les tableaux sont à réserver à la présentation de données structurées (résultats, etc.).
- Les appels de note de bas de page (petits chiffres en exposant, introduits par l'outil «  Source ») sont à placer entre la fin de phrase et le point final[comme ça].
- Les liens internes (vers d'autres articles de Wikipédia) sont à choisir avec parcimonie. Créez des liens vers des articles approfondissant le sujet. Les termes génériques sans rapport avec le sujet sont à éviter, ainsi que les répétitions de liens vers un même terme.
- Les liens externes sont à placer uniquement dans une section « Liens externes », à la fin de l'article. Ces liens sont à choisir avec parcimonie suivant les règles définies. Si un lien sert de source à l'article, son insertion dans le texte est à faire par les notes de bas de page.
- La présentation des références doit suivre les conventions bibliographiques. Il est recommandé d'utiliser les modèles {{Ouvrage}}, {{Chapitre}}, {{Article}}, {{Lien web}} et/ou {{Bibliographie}}. Le mode d'édition visuel peut mettre en forme automatiquement les références.
- Insérer une infobox (cadre d'informations à droite) n'est pas obligatoire pour parachever la mise en page.

Pour une aide détaillée, merci de consulter Aide:Wikification.
Si vous pensez que ces points ont été résolus, vous pouvez retirer ce bandeau et améliorer la mise en forme d'un autre article.
Navigation
Édition précédente
Les CAF Awards 2023 sont une série de prix récompensant les acteurs du football africain de la saison 2022-2023. Ces prix sont décernés par la Confédération africaine de football (CAF). La cérémonie se déroule à Marrakech au Maroc le 11 décembre 2023, au Palais des congrès.
Les Nigérians Victor Osimhen et Asisat Oshoala sont sacrés joueur et joueuse de l'année tandis que le Marocain Walid Regragui remporte le prix d'entraîneur de l'année.
Au niveau des pays, c'est le Maroc qui a été sacré meilleure nation masculine de ces CAF Awards 2023 après un excellent parcours lors de la Coupe du monde 2022 ainsi qu'une belle année 2023. Chez les féminines, le Nigéria a également obtenu le titre de meilleure sélection africaine de l'année. Les Nigérianes s'étaient arrêtées en huitièmes de finale de la Coupe du monde féminine 2023 mais reste la meilleure équipe africaine au classement FIFA.

## Joueur africain de l'année
| Rang | Joueur            | Club                    | Sélection nationale |
| ---- | ----------------- | ----------------------- | ------------------- |
| 1er  | Victor Osimhen    | Naples                  | Nigeria             |
|      | Achraf Hakimi     | Paris Saint-Germain     | Maroc               |
|      | Mohamed Salah     | Liverpool               | Égypte              |
|      | Vincent Aboubakar | Beşiktaş JK             | Cameroun            |
|      | Sofyan Amrabat    | Manchester United       | Maroc               |
|      | Frank Anguissa    | Naples                  | Cameroun            |
|      | Yassine Bounou    | Al-Hilal Sevilla FC     | Maroc               |
|      | Youssef En-Nesyri | Sevilla FC              | Maroc               |
|      | Riyad Mahrez      | Al-Ahli Manchester City | Algérie             |
|      | Sadio Mané        | Al-Nassr Bayern Munich  | Sénégal             |

## Joueuse africaine de l'année
| Rang | Joueur            | Club               | Sélection nationale |
| ---- | ----------------- | ------------------ | ------------------- |
| 1re  | Asisat Oshoala    | FC Barcelone       | Nigeria             |
|      | Barbra Banda      | Shangai Shengli    | Zambie              |
|      | Thembi Kgatlana   | Racing Louisville  | Afrique du Sud      |
|      | Ajara Nchout      | Inter Milan        | Cameroun            |
|      | Anissa Lahmari    | Levante Las Planas | Maroc               |
|      | Fatima Tagnaout   | AS FAR             | Maroc               |
|      | Ghizlane Chebbak  | AS FAR             | Maroc               |
|      | Chiamaka Nnadozie | Paris FC           | Nigeria             |
|      | Andile Dlamini    | Mamelodi Sundowns  | Afrique du Sud      |
|      | Hildah Magaia     | Sejong Sportsoto   | Afrique du Sud      |

## Autres trophées

### Joueur interclub de l'année
| Rang | Joueur              | Club                       | Sélection nationale |
| ---- | ------------------- | -------------------------- | ------------------- |
| 1er  | Percy Tau           | Al Ahly                    | Afrique du Sud      |
|      | Fiston Mayele       | Pyramids FC Young Africans | RD Congo            |
|      | Peter Shalulile     | Mamelodi Sundowns          | Namibie             |
|      | Mahmoud Abdelmoneim | Al Ahly                    | Égypte              |
|      | Yahia Attiat-Allah  | Wydad AC                   | Maroc               |
|      | Zineddine Belaïd    | USM Alger                  | Algérie             |
|      | Mohamed El-Shenawy  | Al Ahly                    | Égypte              |
|      | Yahya Jabrane       | Wydad AC                   | Maroc               |
|      | Ali Maaloul         | Al Ahly                    | Tunisie             |
|      | Aymen Mahious       | USM Alger Yverdon-Sport FC | Algérie             |

### Joueuse interclub de l'année
| Rang | Joueur            | Club              | Sélection nationale |
| ---- | ----------------- | ----------------- | ------------------- |
| 1er  | Fatima Tagnaout   | AS FAR            | Maroc               |
|      | Refilwe Tholakele | Mamelodi Sundowns | Botswana            |
|      | Lebogang Ramalepe | Mamelodi Sundowns | Afrique du Sud      |

### Jeune joueur masculin de l'année
| Rang | Joueur             | Club                    | Sélection nationale |
| ---- | ------------------ | ----------------------- | ------------------- |
| 1er  | Lamine Camara      | FC Metz Génération Foot | Sénégal             |
|      | Ez Abde            | Real Betis              | Maroc               |
|      | Amara Diouf        | Génération Foot         | Sénégal             |
|      | Bilal El Khannouss | KAA Gent                | Maroc               |
|      | Dango Ouattara     | Bournemouth             | Égypte              |

### Jeune joueuse féminine de l'année
| Rang | Joueur          | Club                | Sélection nationale |
| ---- | --------------- | ------------------- | ------------------- |
| 1er  | Nesryne El Chad | LOSC Lille          | Maroc               |
|      | Comfort Yeboah  | Ampem Darkoa        | Ghana               |
|      | Deborah Abiodun | Pittsburgh Panthers | Nigeria             |

### Gardien africain de l'année
| Rang | Joueur             | Club                          | Sélection nationale |
| ---- | ------------------ | ----------------------------- | ------------------- |
| 1er  | Yassine Bounou     | Al-Hilal Sevilla FC           | Maroc               |
|      | Mohamed El-Shenawy | Al Ahly                       | Égypte              |
|      | André Onana        | Manchester United Inter Milan | Cameroun            |
|      | Édouard Mendy      | Al-Ahli                       | Sénégal             |
|      | Ronwen Williams    | Mamelodi Sundowns             | Afrique du Sud      |

### Gardienne africaine de l'année
| Rang | Joueur            | Club              | Sélection nationale |
| ---- | ----------------- | ----------------- | ------------------- |
| 1re  | Chiamaka Nnadozie | Paris FC          | Nigeria             |
|      | Imane Abdelahad   | SC Casablanca     | Maroc               |
|      | Khadija Er-Rmichi | AS FAR            | Maroc               |
|      | Andile Dlamini    | Mamelodi Sundowns | Afrique du Sud      |
|      | Kaylin Swart      | JVW FC            | Afrique du Sud      |

### Entraineur de l'année (équipes masculines)
| Rang | Entraineur         | Équipe entrainée  |
| ---- | ------------------ | ----------------- |
| 1er  | Walid Regragui     | Maroc             |
|      | Aliou Cissé        | Sénégal           |
|      | Abdelhak Benchikha | Simba Sports Club |

### Entraineur de l'année (équipes féminines)
| Rang | Entraineur       | Équipe entrainée  |
| ---- | ---------------- | ----------------- |
| 1er  | Desiree Ellis    | Afrique du Sud    |
|      | Reynald Pedros   | Maroc             |
|      | Jerry Tshabalala | Mamelodi Sundowns |

### Sélection masculine de l'année
| Rang | Sélection nationale |
| ---- | ------------------- |
| 1er  | Maroc               |
|      | Sénégal             |
|      | Gambie              |

### Sélection féminine de l'année
| Rang | Sélection nationale |
| ---- | ------------------- |
| 1er  | Nigeria             |
|      | Maroc               |
|      | Afrique du Sud      |

### Club africain de l'année (équipes masculines)
| Rang | Sélection nationale |
| ---- | ------------------- |
| 1er  | Al Ahly             |
|      | Wydad AC            |
|      | Mamelodi Sundowns   |

### Club africain de l'année (équipes féminines)
| Rang | Sélection nationale |
| ---- | ------------------- |
| 1er  | Mamelodi Sundowns   |
|      | AS FAR              |
|      | Sporting Casablanca |

## Polémique
Riyad Mahrez n'a pas été sélectionné dans la liste finale des meilleurs joueurs africains, qui comprenait Victor Osimhen, Achraf Hakimi et Mohamed Salah,. Cette décision a été prise malgré les performances de Mahrez au cours de la saison 2022/2023 avec Manchester City, où il a remporté un triplé : Premier League, FA Cup et Ligue des champions, marquant 15 buts et délivrant 13 passes décisives.
Abdelhak Benchikha, nommé pour le titre de Meilleur Entraîneur africain pour ses performances avec son équipe de l'USM Alger, qui a remporté la Supercoupe de la CAF contre Al Ahly et la Coupe de la Confédération, affirme ne pas avoir reçu d'invitation de la CAF. Il décide alors de ne pas assister à la cérémonie des CAF Awards pour l'exclusion de Riyad Mahrez, de son club l'USMA et de Zinedine Belaid des récompenses. Il boycotte l'événement en signe de solidarité envers eux. Walid Sadi, le président de la Fédération algérienne de football, annonce également qu'il ne participerait pas à la cérémonie pour montrer son soutien à Riyad Mahrez,.